# Anna Christina Nobre
Anna Christina de Osório Nobre, também conhecida por Kia, (Rio de Janeiro, 1963) é uma neurocientista brasileira residente no Reino Unido. É pesquisadora em psicologia experimental no New College, Oxford, além de professora em neurociência cognitiva na Universidade de Oxford, onde também coordena o Laboratório de Cérebro e Cognição do Departamento de Psicologia Experimental.
Em colaboração com o Professor Miles Hewstone, criou o Laboratório de Neuciência Social em Oxford, no qual são utilizadas técnicas de neuroimagem para investigar como fatores sociais impactam no comportamento. Ela também é professora adjunta da Northwestern University em Chicago e delegada em Psicologia e Neurociência pela Editora da Universidade de Oxford. Anna Nobre é casada com o filósofo Luciano Floridi.

## Educação e trabalho
Nobre estudou na Escola Americana do Rio de Janeiro (EARJ) e Williams College nos Estados Unidos. Possui mestrado e doutorado pela Universidade Yale (1992), no qual realizou pesquisas em cognição humana através de técnicas eletrofisiológicas não invasivas e intracraniais. Durante seu pós-doutorado em Yale e Harvard (1992-1994), participou em algumas das primeiras pesquisas de neuroimagem através de mapeamento funcional por ressonância magnética.

## Pesquisa
Suas pesquisas utilizam principalmente métodos não invasivos de neuroimagem (fMRI, PET, EEG, TMS), combinados com medidas comportamentais, que visam explorar os sistemas neurais subjacentes às funções cognitivas em humanos. Sua principal linha de pesquisa é a investigação em "orientação atencional", buscando compreender como o cérebro gera predições de eventos, a fim de otimizar os processos de percepção e ação. Além disso, suas pesquisas também explorarm: representação temporal, como palavras e objetos adquirem sentidos, e a influência da motivação sobre a percepção.